# اچ‌ام‌اس لایتنینگ (جی۵۵)
اچ‌ام‌اس لایتنینگ (جی۵۵) (به انگلیسی: HMS Lightning (G55)) یک کشتی بود که طول آن ۳۶۲٫۵ فوت (۱۱۰٫۵ متر) بود. این کشتی در سال ۱۹۴۰ ساخته شد.